# She Made Them Do It
She Made Them Do It é um telefilme produzido no Canadá, baseado em uma história verídica: o caso de Sarah Jo Pender. Foi dirigido por Grant Harvey e protagonizado por Jenna Dewan-Tatum, Mackenzie Phillips e Steve Bacic. Estreou em dezembro de 2012 no Lifetime.